# Commune (revue)
Pour les articles homonymes, voir Commune (homonymie).

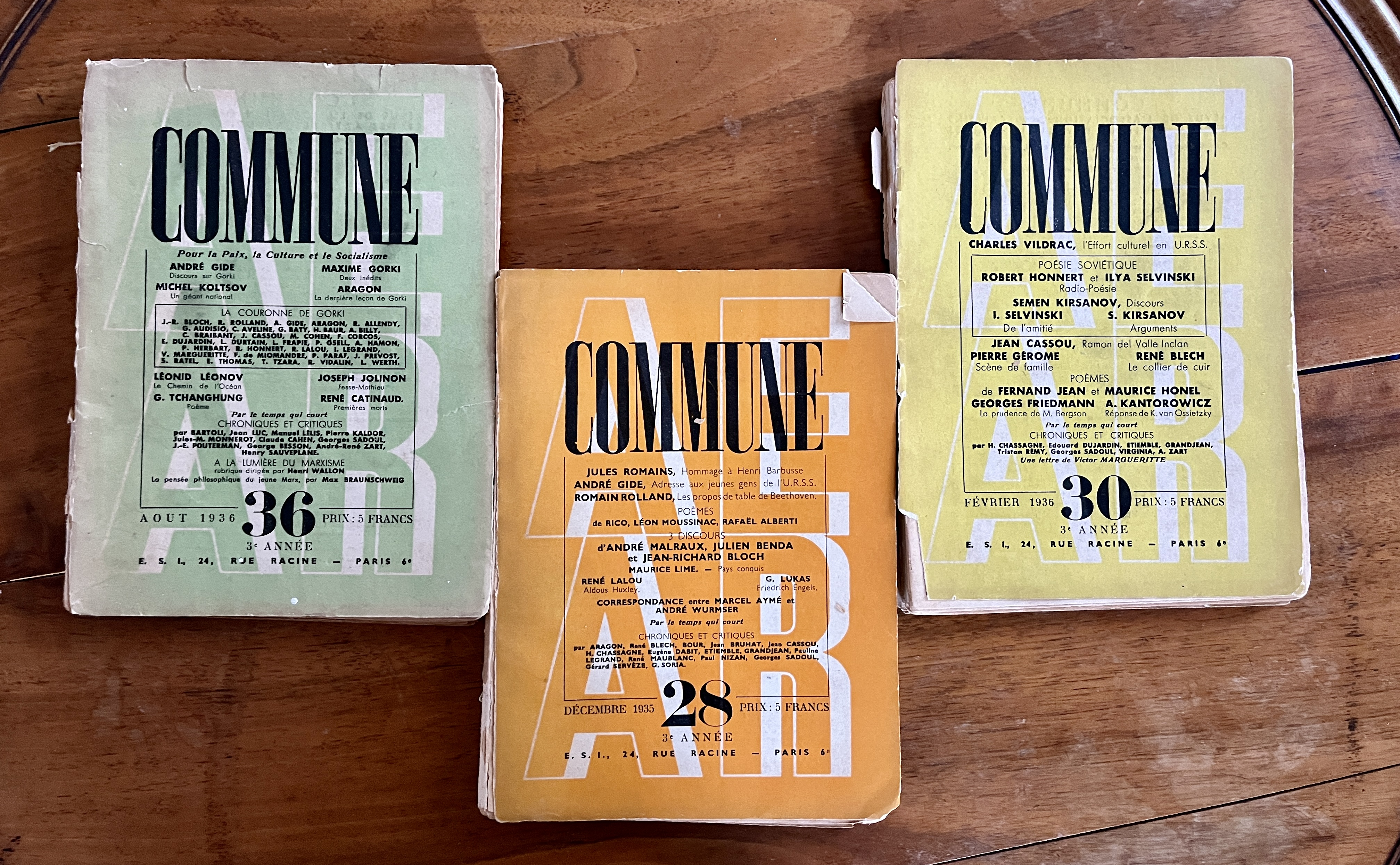
Trois numéros de Commune dans les années 1930

Commune est un périodique mensuel culturel et plus spécifiquement littéraire français publié du 12 juillet 1933 jusqu'en août 1939.
La Revue Commune a été créée dans le sillage de l'ancien mensuel Commune en 1996 aux éditions du Temps des cerises avec René Ballet comme rédacteur en chef.
En 2022, Commune revoit le jour sur internet et se veut « un nouveau média totalement gratuit d’intelligence culturelle et politique. »

## Commune
Organe officiel de l'AEAR (Association des Écrivains et Artistes Révolutionnaires), la revue — proche également du Parti communiste français — tenta de définir ce que pouvaient être, en France, la culture et la littérature prolétariennes. Publiant essentiellement des extraits de romans ou des nouvelles, Commune s'attacha également à introduire en France la critique soviétique, laquelle élaborait, sous l'égide de l'UIER (Union internationale des écrivains révolutionnaires), les enjeux d'une littérature soviétique véritablement révolutionnaire, préfigurant les définitions ultérieures du réalisme socialiste.
Le journal énonce ses objectifs et sa ligne éditoriale dans son premier numéro, s'affirmant comme une revue de combat :
« Commune, en face des confusions à travers lesquelles la culture présente marche au fascisme, proclame que la seule révolution est la révolution prolétarienne.
« Commune engage la lutte contre les premières démarches du fascisme français de droite ou de gauche ; contre les préparatifs idéologiques de la guerre impérialiste et de la lutte armée contre l’U.R.S.S.
« Commune dénonce les éléments mortels de la culture et de toutes les propagandes bourgeoises.
« Commune fait connaître les éléments vivants d’une culture révolutionnaire [...]
Louis Aragon et Paul Nizan en sont les rédacteurs en chef. En ces temps de séduction à l'égard des compagnons de route, la revue avait néanmoins intégré André Gide (presque d'autorité) dans son Comité de direction, lequel n'avait pourtant pas adhéré à l'A.E.A.R.
À partir de 1934, Commune entreprit — le plus souvent sous la plume de critiques russes — une attaque systématique de la culture dite bourgeoise. Toutefois, la nécessité de faire front devant la montée du fascisme conduisit ses dirigeants à adopter, vers 1936, des positions de plus en plus souples à l'égard d'auteurs contemporains assez peu engagés tels que Montherlant ou Giraudoux et ce pour signifier très lisiblement leur bonne volonté dans la lutte contre le fascisme.

## La Revue Commune
La Revue Commune a été créée en 1996 aux éditions du Temps des cerises, dans le sillage de l'ancien mensuel Commune. Elle a cessé de paraître en 2010 à la sortie de son numéro 60. Son rédacteur en chef était René Ballet.

## Revue Commune
La revue Commune est relancée en 2022. Elle s'inscrit dans la continuité de la première mouture de 1933.
Commune se veut « un nouveau média totalement gratuit d’intelligence culturelle et politique ». Son comité de rédaction est composé de : Olivier Barbarant, Bruno Boniface, Maxime Cochard, Jean-Michel Galano, Victor Laby, Bernard Pegeon, Alain Rouy, Hannibal Volkoff.
Le 19 septembre 2022, Commune publie la lettre ouverte de la résistante Madeleine Riffaud qui déclare « être restée 24 heures sur le même brancard, sans rien manger » aux urgences de l'Hôpital Lariboisière.

## Ressources bibliographiques
- Wolfgang Klein, Commune. Revue pour la défense de la culture (1933-1939), « Esthétique et politique », éditions du CNRS, Paris, 1988, p. 231  (ISBN 2-222-04122-8)
- Bonnaud-Lamotte (D.) et Palayret (G.), Une nouvelle étape de Commune,
- Bernard (J.-P.), le Parti communiste français et la question littéraire (1921-1939), Presses universitaires de Grenoble, 1972.

### Les numéros deLa Revue Commune
- La censure ici et maintenant - La Revue Commune no 1
- Babeuf, réveille-toi ! - La Revue Commune no 2
- Gramsci et la culture populaire - La Revue Commune no 3
- L’humanitarisme est-il un humanisme ? - La Revue Commune no 4
- Faut-il rouvrir le procès du réalisme ? - La Revue Commune no 5
- Y a-t-il un travailleur dans la salle ? - La Revue Commune no 6
- Staline, parlons-en… - La Revue Commune no 7
- La résistible ascension d’Arturo (Q)ui ? - La Revue Commune no 8
- La chanson protestataire - La Revue Commune no 9
- L’idée communautaire, une utopie nécessaire - La Revue Commune no 10
- Et la Révolution, c’est pour quand ? - La Revue Commune no 11
- La création de Dieu par l’homme - La Revue Commune no 12
- Courage, on tourne… - La Revue Commune no 13
- L’Otanasie de l’Europe - La Revue Commune no 14
- Cuba, et pourtant ils tiennent…- La Revue Commune no 15
- Vie du roman, roman de la vie - La Revue Commune no 16
- Un monde amirecain ? - La Revue Commune no 17
- Aujourd’hui, Rosa Luxemburg - La Revue Commune no 18
- L’art peut-il être révolutionnaire ? - La Revue Commune no 19
- Comment s'écrit le monde du travail ? - La Revue Commune Hors Série
- L’histoire travestie - La Revue Commune no 20
- Faire commune - La Revue Commune no 21
- V’là la télé - La Revue Commune no 22
- La classe ouvrière est-elle à jeter ? - La Revue Commune no 23
- Le féminisme en panne ? - La Revue Commune no 24
- Du bon usage du terrorisme - La Revue Commune no 25
- Faut-il interdire le sport - La Revue Commune no 26
- La République est morte… Vive la République - La Revue Commune no 27
- Guerre aux jeunes - La Revue Commune no 28
- Retour du péché - La Revue Commune no 29
- USA, des nouvelles de la résistance - La Revue Commune no 30
- Sciences et poésie - La Revue Commune no 31
- La cuisine sur le gril - La Revue Commune no 32
- Que faire… de Lénine ? - La Revue Commune no 33
- Dansons la Laïque - La Revue Commune no 34
- La Palestine vit - La Revue Commune no 35
- L'odeur de l'Argent - La Revue Commune no 36
- Les nouveaux tabous - La Revue Commune no 37
- Louise Michel, écrivains et artistes de la Commune - La Revue Commune no 38
- Médias, la rébellion - La Revue Commune no 39
- 10 ans, ça ne suffit pas - La Revue Commune no 40
- Front Populaire - La Revue Commune no 41
- La marée montante - La Revue Commune 42
- M...le maudit - La Revue Commune no 43-44
- Robespierre le terroriste - La Revue Commune no 45
- Sarkin - La Revue Commune no 46
- Espérance : le continent Guevara - La Revue Commune no 47
- Ceci n'est pas une langue de veau - La Revue Commune no 48
- Mai 68 Marcuse - La Revue Commune no 49
- A l'assaut du ciel...Toujours! - La Revue Commune no 50
- Le socialisme, objet introuvable - La Revue Commune no 51
- Krach, Boum, Hue ! - La Revue Commune no 52
- Metropolis - La Revue Commune no 53
- La raison tonne en son cratère - La Revue Commune no 54
- Toutes les raisons de tuer Jaurès - La Revue Commune no 55
- Autant en emporte la mode - La Revue Commune no 56
- Ecologie des riches, écologie des pauvres - La Revue Commune no 57
- Nouvelles de l'amour - La Revue Commune no 58
- Osons la 5e Internationale - La Revue Commune no 59
- Le Camarade Sartre - La Revue Commune no 60